# Església d'Anglaterra
L'Església d'Anglaterra és l'església principal cristiana a Anglaterra. Es tracta de l'església establerta per la llei, de la qual el cap formal és el monarca anglès (actualment, Carles III). És l'església mare de la Comunió Anglicana.
L'«Església d'Anglaterra» es creu ser tant catòlica com reformada:
- Catòlica, ja que es veu com una part de l'Església universal de Jesucrist en ininterrompuda continuïtat amb l'Església apostòlica primitiva. Això s'expressa en el seu èmfasi en els ensenyaments dels Pares de l'Església, formalitzat en els credos dels Apòstols, Nicea i d'Atanasi.
- Reformada, ja que ha estat modelada pels principis doctrinals de la Reforma protestant del segle xvi, en particular en els «Trenta-nou articles» i el Llibre d'oració comú.

Hi ha altres esglésies protestants a l'Anglaterra, que no formen part de la Comunió Anglicana.

## Història
L'Església d'Anglaterra va ser creada pel rei Enric VIII el 1534. Enric VIII estava casat amb Caterina d'Aragó, però li va demanar al papa l'anul·lació del matrimoni (es diu que hi va haver un error i que Enric i Caterina mai van estar casats). El monarca anglès va anul·lar el matrimoni perquè volia un hereu baró al tron i Caterina no podia donar-li. Amb el rebuig de l'anul·lació, Enric VIII va utilitzar la seva posició com a rei per separar-se de l'Església Catòlica Romana, i establir l'Església d'Anglaterra, de vegades anomenada «Església Anglicana» (o «anglesa»).